# Cleidochasma affinis
Cleidochasma affinis is een mosdiertjessoort uit de familie van de Cleidochasmatidae. De wetenschappelijke naam van de soort is voor het eerst geldig gepubliceerd in 1836 door Milne-Edwards.